# Monasterio de Jvari
El monasterio de Jvari  (en georgiano: ჯვრის მონასტერი, que significa literalemente 'monasterio de la Cruz') es un monasterio ortodoxo de Georgia del siglo VI, localizado cerca de la ciudad de Mtskheta, en la parte oriental del país. Junto con otras monumentos históricos de Mtskheta, fue declarado Patrimonio de la Humanidad por la UNESCO en 1994, en la 18.ª sesión.

## Historia
El monasterio de Jvari se encuentra en la cima de una montaña rocosa situada en la confluencia de los ríos Mtkvari (el Kurá en Georgia) y Aragvi, con vistas a la ciudad de Mtskheta, que fue antiguamente la capital del reino caucásico de Iberia.
Según los relatos tradicionales, en el siglo IV temprano Santa Nina, una mujer evangelista acreditada por haber convertido al rey Mirian III de Iberia al cristianismo, habría erigido en esta ubicación una gran cruz de madera en el sitio que antes ocupaba un templo pagano. La cruz fue supuestamente capaz de hacer milagros y por ello atrajo a peregrinos de todo el Cáucaso. Luego (ca. 545) se erigió una pequeña iglesia sobre los restos de la cruz de madera, conocida como la «Pequeña Iglesia de Jvari».
Se acepta generalmente que el edificio actual, o «Gran Iglesia de Jvari»,  se construyó entre 590 y 605 por Erismtavari Stepanoz I. Esto se basa en las inscripciones de Jvari de su fachada, que mencionan los principales constructores de la iglesia: Stephanos el patricius, Demetrius el hypatos y Adarnase el hypatos. El profesor Cyril Toumanoff está de acuerdo con este punto de vista, identificándolos respectivamente con Stepanoz II, Demetre (hermano de Stepanoz I), y Adarnase II (hijo de Stepanoz II).
La importancia del complejo de Jvari aumentó con el tiempo y atrajo a muchos peregrinos.  
A finales de la Edad Media, el complejo fue fortificado con un muro de piedra y un portal, cuyos restos aún sobreviven. Durante el período soviético, la iglesia se conservó como monumento nacional, pero el acceso se vio dificultado por las fuertes medidas de seguridad causadas por la existencia de una base militar cercana. Tras la independencia de Georgia, el edificio fue restaurado para su uso religioso activo. 
Jvari fue incluido por la UNESCO en 1994, junto con otros monumentos históricos de Mtskheta, como Patrimonio de la Humanidad.
Sin embargo, a lo largo de los siglos los edificios sufrieron daños por la lluvia, la erosión del viento y por un mantenimiento inadecuado. Jvari fue incluido en la lista 2004 World Monuments Watch del World Monuments Fund.

## Arquitectura

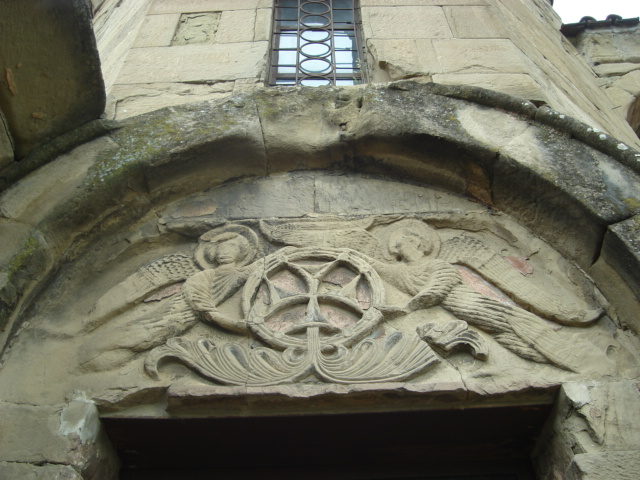
Ascensión de la Cruz, bajo relieve del monasterio de Jvari

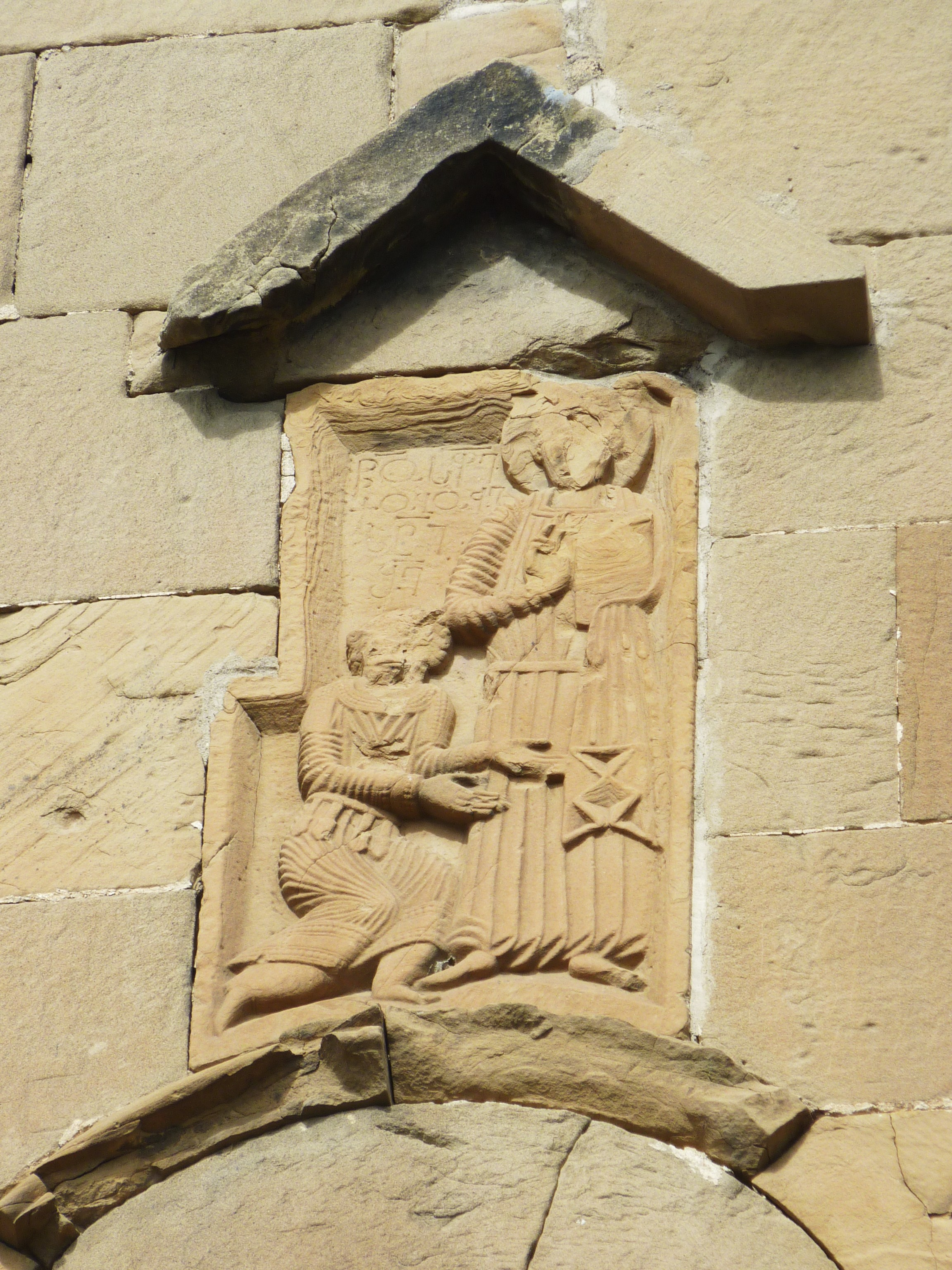
Escultura sobre el portal del monasterio

La iglesia de Jvari es un ejemplo temprano de «iglesia de cuatro ábsides, con cuatro nichos» cubierta con cúpula tetraconcha. Entre los cuatro ábsides, hay nichos cilíndricos de tres cuartos que están abiertos al espacio central, y la transición del hueco central cuadrada a la base del tambor de la cúpula se realiza a través de tres filas de pechinas. Este diseño de iglesia de «cuatro ábsides, cuatro nichos» se encuentra en la arquitectura de Georgia, Armenia y la Albania caucásica, y se conoce a menudo como una «planta de tipo Hripsime», por su mejor ejemplo conocido, la iglesia de St.  Hripsime en Armenia. La iglesia de Jvari tuvo un gran impacto en el desarrollo de la arquitectura georgiana y sirvió como modelo para muchas otras iglesias.
Decoran sus fachadas externas variadas esculturas en bajorrelieve, con influencias helenísticas y sasánidas, algunas de las cuales van acompañadas de inscripciones explicativas en alfabeto georgiano Asomtavruli. El tímpano de entrada de la fachada sur está adornado con un relieve de la Exaltación de la Cruz, y en la misma fachada también se muestra una Ascensión de Cristo.
La incertidumbre sobre la fecha de construcción de la iglesia ha asumido connotaciones nacionalistas en Georgia y Armenia, con el premio de ser  la nación que puede presumir de haber inventado la forma de «iglesia de cuatro ábsides, con cuatro nichos».

## Amenazas
La erosión está deteriorando el monasterio, ya que sus bloques de piedra están siendo degradados por el viento y la lluvia ácida.

## Galería de imágenes

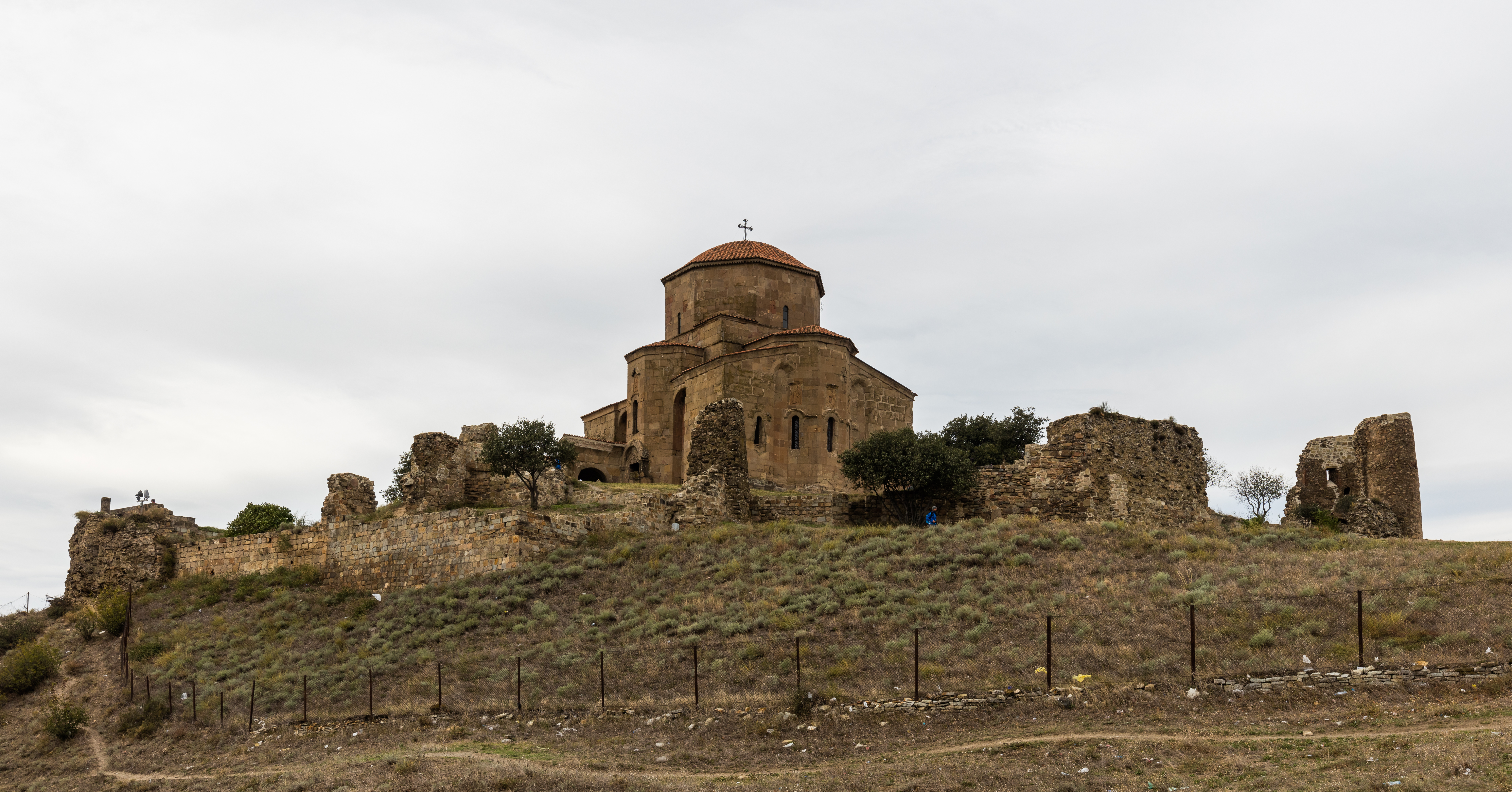
Vista general.
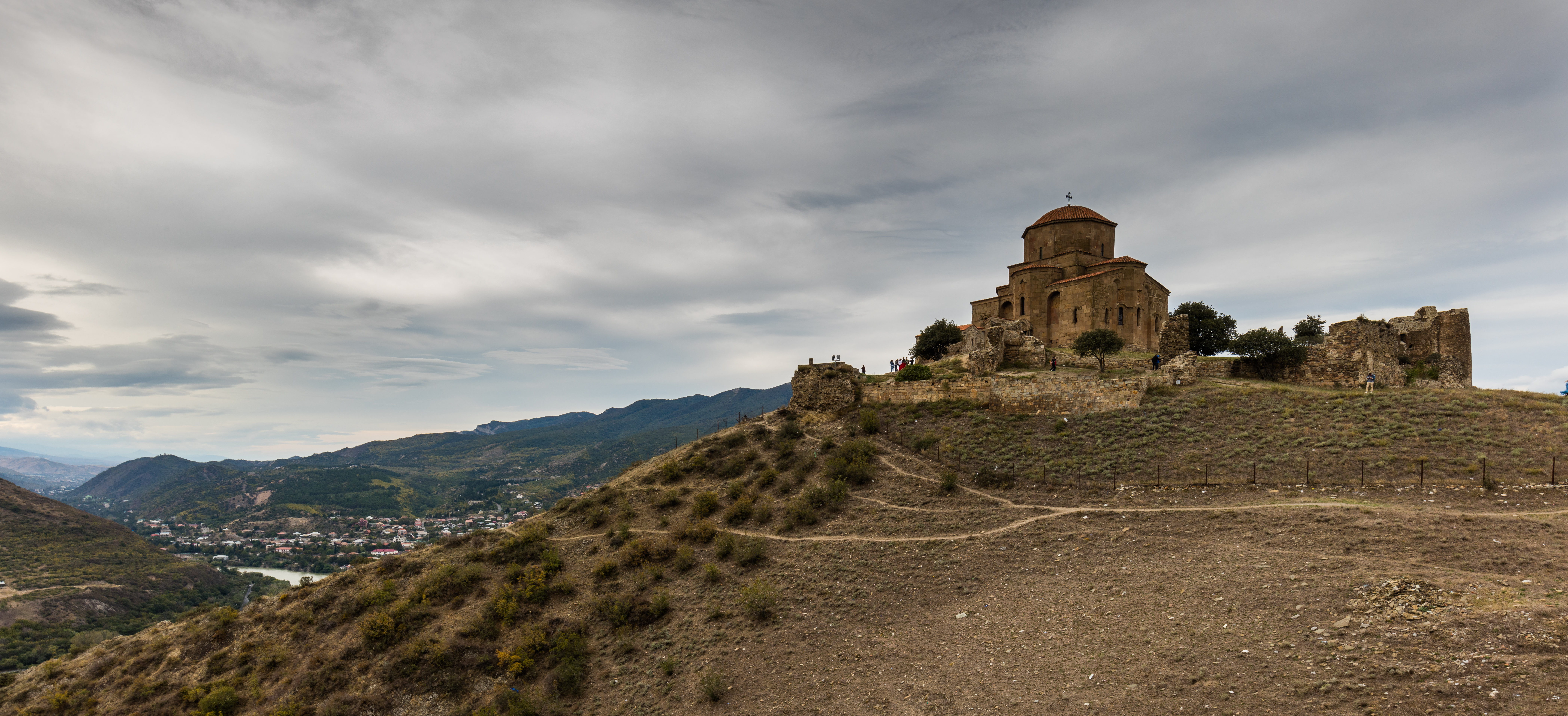
Vista de la colina y del valle al fondo.
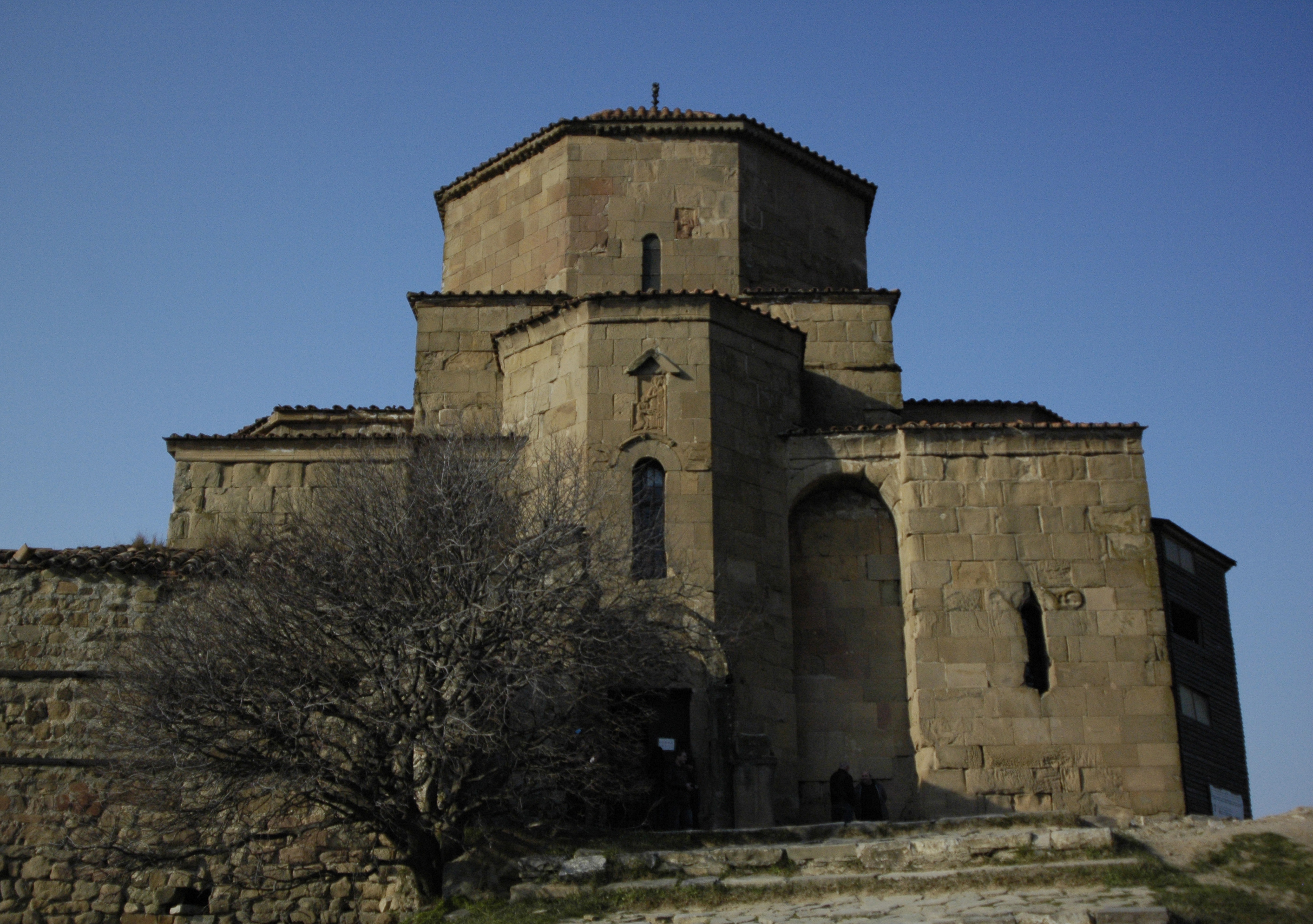
Vista desde el sur.
Piedra tallada en relieve en la pared externa sur.
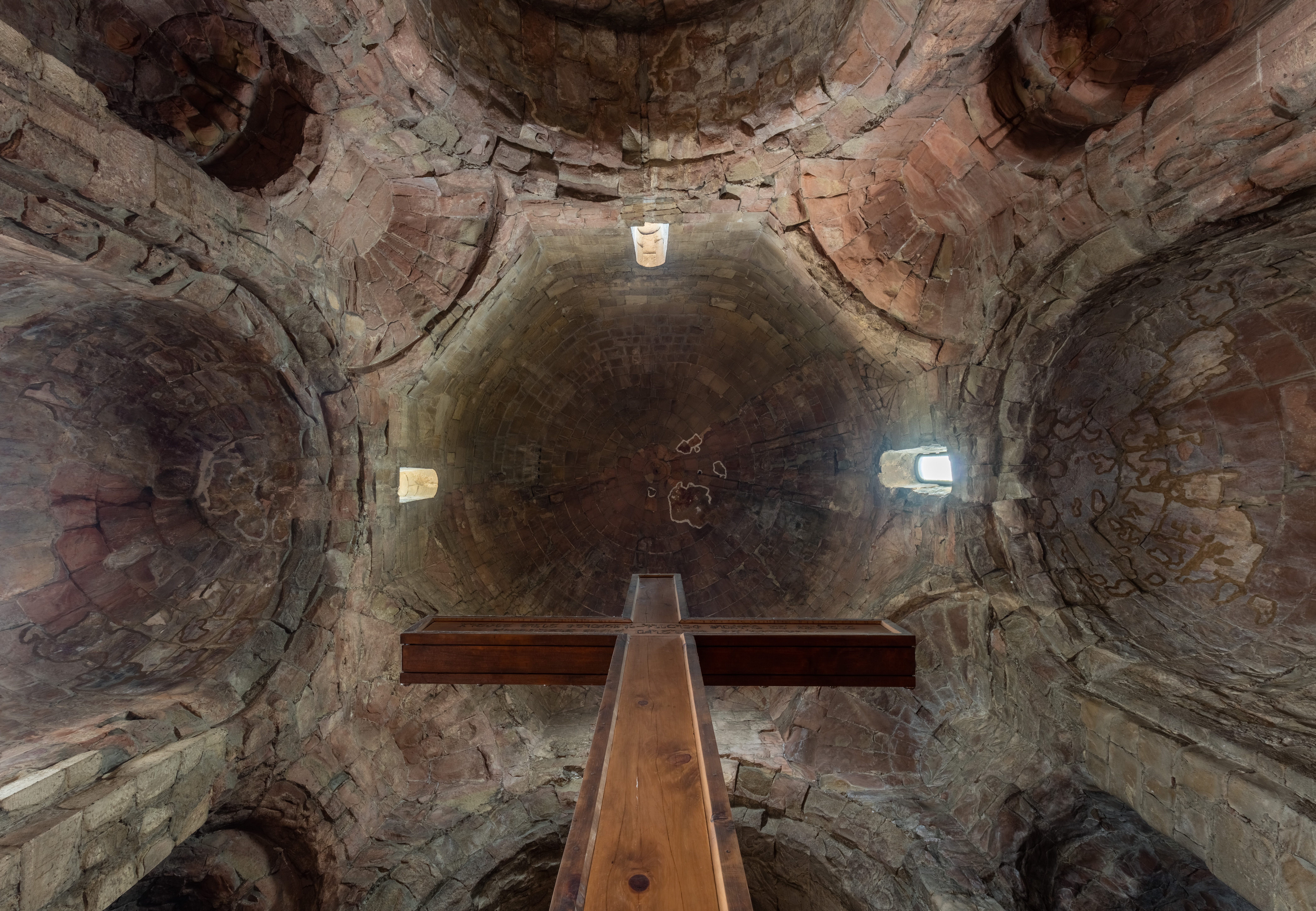
Vista interior con una gran cruz de madera.
Árbol con trozos de tela atados a sus ramas.
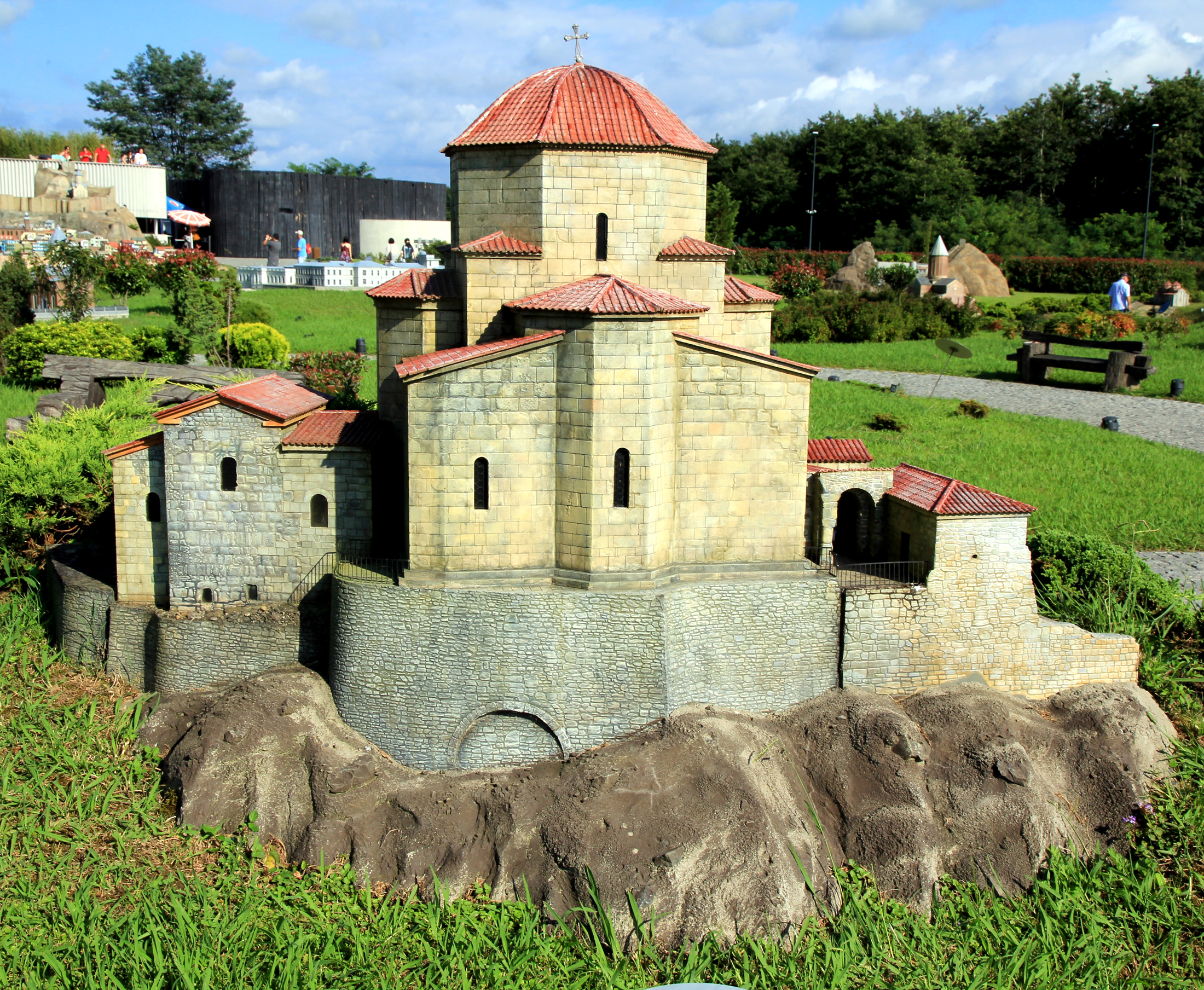
Shekvetili Miniatures Park